# بروين اعتصامي
برفين اعتصامي (بالفارسية: پروين اعتصامى) (16 مارس 1907 - 5 أبريل 1941) شاعرة إيرانية معاصرة ولدت في مدينة تبريز تعتبر من رموز الشعر الفارسي الحديث كما قال اللغوي الفارسي علي أكبر دهخدا.

## حياتها
«پروين» وينطق برفين، كلمة فارسية تعني باللغة العربية (ثريا)، ولدت في مدينة تبريز عام 1906م، وفتحت عينها على الحياة وقد فقدت والدتها وهي صغيرة، ونشأ اليتم معها ورافقها حتى اللحظات الأخيرة من حياتها، وكان أبوها يوسف خان الأنشياني الملقب باعتصام الملك (اعتصامي) قد انتقل بها إلى طهران فتعلمت الأدب إلى جانب تعلمها اللغة الفارسية في وقت مبكر، وفي هذه المدينة تلقت بروين دروس اللغة العربية وآدابها إلى جانب اللغة الفارسية والأدب الإيراني، فأحاطت علما ومعرفة بكبار الكتاب والأدباء وأعمالهم، وكان والدها يرفدها بآخر نتاجاته الأدبية التي يترجمها من اللغة العربية والفرنسية لبعض عمالقة الفكر والأدب، كما كان يشرف على مجلة أدبية اسمها (بهار) وقد نشرت بروين قصائدها في هذه المجلة فيما بعد.
أدخل الأب (برفين) المدرسة الأمريكية للبنات لتكون على علم ومعرفة بالآداب الأجنبية، وتفرغت برفين لدراسة اللغة والأدب الإنجليزي، وتعرفت على كبار الكتاب في إنجلترا وأمريكا، ومن المفيد هنا الإشارة إلى أن السعادة لم تكتب لها في حياتها إذ أنها عندما بلغت الثامنة والعشرين من عمرها تزوجت من ابن عمها بعد استعدادات مسبقة امتدت إلى أكثر من أربعة أشهر، وذهبت إلى عشها الزوجي في مدينة (كرمنشاه) حيث يقيم زوجها، ولكنها عادت إلى طهران وطلقت فيما بعد، وذلك بعد شهرين ونصف فقط من ذلك الزواج الذي عبر عنه البعض بأنه كان غلطة وحجرا رموه في ميزان غير متكافئ الكفين، وذلك لأسباب كثيرة أبرزها عدم التوافق الفكري مع زوجها، وتوفي والدها عام 1937م الذي كان من أفاضل زمانه في الأدب، وكان هذا الحدث كارثة في حياتها باعتبار والدها كان معلمها ومرشدها فبكته بكاء مريرا مؤثرا، ولقد توفيت برفين في شبابها عام 1941م عن عمر ناهز 35 عاما.

### شخصيتها
كانت " برفين " تتمتع بخصال حميدة وأخلاق فاضلة جعلها موضع اهتمام واحترام العديد من الوجوه الأدبية والاجتماعية في بلدها وخارجه، تقول الأدبية والشاعرة الإيرانية " حكيمة محصص " عن صديقتها "برفين " إنها وفية في صداقتها صادقة القول في حياتها، ذات صلة مفرطة بالأخلاق العالية والسجايا الحسنة، التي تعلو كل شائبة بما يدخل السرور على روحي، وكانت طاهرة العقيدة ومهذبة ومخلصة لصديقاتها ومتواضعة وراسخة الخطى وقليلة الكلام وكثيرة التفكير وتتسم حياتها بالبساطة، لاتقول شيئا يبعدها عن مضمار الأخلاق الحميدة وباختصار كانت كالملاك الطاهر".
لقد كانت برفين تللك الشاعرة التي دعت إلى انتشار ثقافة المرأة وإعطائها مزيدا من الحرية الشخصية، ومزيدا من التنفس، والاستماع إلى رأيها، وتلبية حقوقها التي ترهلت مع الزمن، وأساء الناس فهمها، ورأت في المرأة شريكا لا يستغنى عنه الرجل، لأن الحياة صعبة، ولايمكن مجابهتها فرادى، مثل المرأة والرجل كمثل السفينة والربان فإن كانت السفينة محكمة، وكان ربانها عاقلا فلا خوف من الموج والإعصار، وما هذه الفتاة اليوم الا أم المستقبل وبيدها مستقبلهم وهذا أقصى ما دافعت به عن المرأة.

## النشاط الأدبي

### برفين: لافونتين العصر
ان العفوية في الاسلوب والسبك المُحكم في صياغة العبارة والحَبكة الأدبية والإحساس المُرهف والروح الصادقة التي تخاطب آلام الناس وما يعتلج صدورهم جعلها أنصع صوت انثوي وأجرأ حنجرة نادت بالحق والحقيقة.
انها شاعرة مُلتزمة ومُتدينة وهبت قلمها لحرية شعبها ونشدت الحياة السعيدة له حيث خاضت موضوعات سياسية واجتماعية متشعبة؛ وكانت رمزاً للمرأة المسلمة المثقفة الحرة الجريئة.
لقد أحب الناس شعرها لطهارة قلبها ونبل مقاصدها واستقطب اسلوبها القصصي المؤثر والوعظي المعبّر شغف المُتلقين حتي لقبها بعضهم بـ «لافونتين العصر».
لم يعد الشعر عند بروين متاع النبلاء وملهاة السلاطين؛ ولم تعد القصائد كأس ذهب في يد امير بل أصبحت قطعة خبز في فم جائع يتوق للحرية والغد الأفضل كما يقول نزار قباني.
القصيدة عند بروين هندسة حروف وأصوات تُعمِّّر بها في نفوس الناس عالماً يرفض الذل والخنوع ولا يخشى في الحق لومة لائم.
كان شعرها ضربة قصمت ظهور الاثرياء وشعلة حارقة لجبروتهم وظلمهم وصرخة عاتية في وجه الاستبداد.

### قصائد برفين: سمفونية مقروءة
لقد تأثرت بروين بسعدي الشيرازي أكثر من ناصر خسرو؛ ونجحت في انزال الشعر من ارستقراطيته ليكون ترانيم على شفاه المعدمين والفقراء لكونها تربت برفين في بيت الشعر والأدب.
كانت تؤمن بأن الشعر هو هواء مُشاع يتنفسه الجميع؛ وهو همس الإنسان للإنسان. لقد كانت قصائدها سمفونية تُسمع بالعين بل هي موسيقي مقروءة. وهكذا نراها اليوم بعد مرور قرن علي مولدها.

### الحبكة الأدبية عند بروين
لا شك بأن شعر برفين لم يكن تقليداً للقصيدة التراثية، بل هو محاولة لبعث الشعر الكلاسيكي الفارسي من خلال بناء نهضة ادبية حديثة للتعبير عن مستجدات العصر وتطعيمها بينابيع التراث الإسلامي الاصيل.
وقد تميز اسلوبها بالوضوح المُفعم برصانة شعراء القرنين الخامس والسادس للهجرة حيث تأثرت باسلوب ناصر خسرو وسعدي الشيرازي من القدماء، ومن المتأخرين الكبار فقد كانت مُعجبة بملك الشعراء بهار الذي كتب مقدمة ديوانها مما جعلها في مصاف كبار شعراء العصر الحديث، كما ترك علي أكبر دهخدا الأديب واللغوي المعروف بصمات علي قصائدها.
تري برفين ان العشق سار في كل موجودات الكون وان مناظراتها المحبوكة باسلوب ادبي تنتهي جميعها الي حِكَم وعِبَر أخلاقية رائعة.
ومن البديهي ان حفظها لقصائد فردوسي، ناصرخسرو، جلال الدين الرومي المولوي، نظامي، منوتشهري، انوري وفرخي وغيرهم من النجوم اللامعة في سماء الشعر الفارسي أتاح لها الفرصة للتأثر بأعمالهم وأدبهم.

### برفين في خارطة الشعر الأيراني المعاصر
حظي الشعر بمكانة مرموقة في مضمار الثقافة الإيرانية، وكان للشعراء حُصة الاسد بين الوجوه الفنية والابداعية الإيرانية حيث نال ابوالقاسم فردوسي صاحب ملحمة الشاهنامة وعمر الخيام وجلال الدين الرومي وحافظ الشيرازي شهرة عالمية.
ويحمل الشعر الإيراني علي ظهره تجربة الف عام حافلة بالإنجازات والابداعات، يمكنها ان تُمهد للتواصل الحضاري والتعايش السلمي، وتكون همزة وصل للتآخي والمحبة بين الشعوب.
وتعتبر بروين من شعراء العصر الحديث في إيران حيث أضافت معان جديدة للادب الحديث وأدخلت في شعرها مضامين جديدة وصاغتها باسلوب سلس ولغة سهلة بمفاهيم جذابة تعتمد علي الموروثات الاخلاقية والثقافة الإسلامية.
ان نجاح بروين في خلق تمازج وتلاحم بين المفاهيم الاسطورية الفارسية وصياغتها بالحان مستمدة من التراث الإسلامي جعلها تقف بشموخ في قمة الأدب النسوي المعاصر وتخطف بجدارة لقب «سيدة الشعر الإيراني المعاصر».

### شعرها وشاعريتها
ظن الكثيرون أن بروين رجل (بالاستناد إلى شعارها) وليست امرأة، ولكنها ردت عليهم في شعرها فقالت:
" يجب أن يصفو القلب
أن ينقى من غبار الفكر المنحرف
وليعلم الشيطان أن المرآة
ليست للعب

من ظن بروين من بعض أهل الفضل
وحل اللغز أفضل نقول:
إن برفين ليست رجلا "
وجدير بالذكر أن بروين بدأت نظم الشعر في سن مبكر، كان والدها يصحح لها شعرها، وينشره في مجلة «بهار» ـ الربيع بالكردية والفارسية ـ ونشرت بروين أول طبعة لديوانها عام 1935 وكان يحتوي على (5000) بيت، مع مقدمة أدبية رائعة كتبها ملك الشعراء «بهار» وقد ضمن فيها رأيه في شاعرة العصر، فجعلها في صفوف الشعراء الإيرانيين الأوائل، ويرى ملك الشعراء أن شعر بروين يمكن مقارنته بشعر سالار الشيرازي في ملامحه الأخلاقية والتربوية، وكذلك بشعر غوير الإنجليزي، والشاعر الإيراني القديم ابن يمين م 770 ه
وبعد وفاتها بشهور قام أخوها أبو الفضل اعتصامي بإعادة نشر ديوانها مع إضافة (58) قصيدة لم تنشر من قبل
أشعار برفين تفيض بالمشاعر الجياشة المتدفقة بخصوبة غريبة، وهي زاخرة بمعاني الشفافية والرقة وصدق المقاصد والرومانسية الحزينة الهادئة، ويتجلى الحزن الشفيف بخاصة في قصيدتها (الطفل اليتيم) إذ أنها تعبر عن حالتها الحزينة بعدم رؤيتها لوالدتها وحرمانها من حنانها وعطفها تقول الشاعرة:

" أشياء رأيتها ولم أحبها
لم أر وجه أمي أبدا
والطفل اليتيم عيونه ليست فرحة
كم جميل نور وجه الأمهات

لكن لماذا لا أرى نورا أمامي"
وكانت تنظم القطع والقصائد والمثنويات على العروض العربي، إلا أنها كانت تحاول نظم قصائد القوافي، أوتنظم قطعا مدورة فتبدو وكأنها قطع نثرية موزونة واتسم أسلوبها بالوضوح مع رصانة شعراء القرنين الخامس والسادس (بالنسبة للفرس) ولا سيما أسلوب (ناصر خسرو) وأكثرت من التمثل بالمواعظ والحكم والفكر العميق، وعنيت بالمناظرات والحوارات في شعرها لجذب القارئ ودفعه إلى متابعة قراءته، وقد أحب الناس شعرها لطهارة قلبها وصدق أحاسيسها، ودفء مشاعرها، ولعل هذا الحب يرجع أيضا إلى طابع قصائدها القصصي والعاطفي والوعظي المعبر عن الحكايات والأخبار إلى درجة اعتبرها البعض ب (لافونتين)عصرها.
دافعت برفين في شعرها عن المظلوم والفقير، وحاربت الظلم والقهر، وكانت بحق شاعرة متعددة الاهتمامات والأغراض الشعرية، وذلك من خلال قصائدها وموضوعاتها الشعرية، ويمكن القول ـ أخيرا ـ بأن بروين كانت رمزا للمرأة الحرة المثقفة الواعية، والجريئة القادرة على تجسيد معاناتها الفردية ومعاناة مجتمعها في شكل إبداعي جمالي متميز، جعل منها اسما لا معا في سماء الشعر والإنسانية ليس في إيران وحسب وإنما في العالم أجمع ..

### المرأة في شعر برفين
اشتهر الشعر الفارسي بالغزليات والقصائد العرفانية الا ان النصف الثاني من القرن العشرين شهد إضافة قوالب جديدة تبرز الموسيقي في الوزن والقافية وتتفنن في اساليب التعبير اللغوية والفنون الجمالية الأدبية الأمر الذي فرض تغييرات ملموسة في البُنية الأدبية المعاصرة.
وبما ان برفين تعتبر من رواد العصر الحديث فقد أدخلت في شعرها مضامين جديدة وصاغتها باسلوب سلس حيث تطرقت الي الشؤون التربوية والاخلاقية حيث رأت في المرأة شريكاً لا يَستغني عنه الرجل، فلا يمكن خوض مُعترك الحياة دون وقوف المرأة الي جانب الرجل، ومَثل المرأة والرجل كمثل السفينة والربان فاذا كانت السفينة مُحكمة وكان ربانها حكيماً حاذقاً فلا خشية من الطوفان والإعصار.

دافعت برفين عن العمال والكادحين وحثتهم علي المطالبة بحقوقهم حيث تقول:
ايها العامل
الي متي تحفر روحك تحت لهيب الشمس؟
و كم أراك تريق من ماء وجهك لأجل لقمة العيش
لماذا ترزح تحت وطأة الذل والحر والتراب

و ليس أجرك سوي نظرة وحقد وعتاب
ايها العامل
طالب بحقك المهدور
و لا تخشي الملك والامير
انهض وقيّد الشيطان والمتكبر
فنور الشمس لا يُحجب بغربال
شعر يخترق القلوب دون استئذان
امتاز شعر برفين بالاسلوب القصصي العفوي الذي يخاطب الناس ببراءة ويخترق قلوبهم دون استئذان فلم تترك جانباً من حياتها الا وصفته، تحدثت عن الإبرة والخيط والحمص والعدس لتبسيط فكرتها لدي المتلقي ولم تتحرج من استعمال بعض الألفاظ العامية في محاولة لأفهام الناس وتقريب الفكرة.
اهتمت بالمواعظ والحكم وعبّرت عنها بالمناظرات والحواريات لجذب القارئ، ونقتطف على سبيل المثال لا الحصر قصيدة السكير والعاقل حيث تقول:
صادف المحتسب سكيراً في الطريق
فجذبه من قميصه
قال السكير: هذا قميص أيها المحتسب وليس لجاماً
قال: فمالي أراك أيها السكير تسير مُتأرجحاً؟
أجاب: ليس الخلل في مشيتي، بل في الطريق الوعرة.
قال: فلابد من استدعائك الي المحكمة
اجاب: ان القاضي نائم فلنذهب صباحاً
قال: منزل الوالي قريب، تعال نقصده
أجاب: ألا تعلم بأن بيت الوالي خمارة ايضاً؟
قال: إذاً فعلي العقلاء ان يُقاضوك
اجاب: فائتني بعاقل... وأين هو
امتاز شعر بروين بالبعد عن الغرور والايمان بان الأرض تتسع للجميع مهما تباينت رؤاهم واتجاهاتهم، لقد كانت أيقونة متعددة المواهب والثقافات نهلت من منابع الإسلام العذبة وتأثرت بالمدارس الفكرية الأوروبية وكانت محارَبة من قبل جلاوزة النظام الملكي شأنها شأن كل صاحب قضية ومما زاد في الحرب ضراوة انتسابها الي اسرة عريقة ونُشؤها في بيت ثقافي وفكري وكونها ليست من ذكور القبيلة.
وربما لا يوجد في الشعر الفارسي من اهتم بمتطلبات الطفل الاجتماعية والنفسية مثل بروين اعتصامي حيث نري ذلك في قصائدها: دموع اليتيم، الفقيرة، سيئة الحظ، القلب الجريح، المعاناة الاولي، صاعقتنا ظلم الاغنياء وغيرها.

### أهمية تكريم بروين
بادرة بنّاءة اضطلعت بها المستشارية الثقافية للجمهورية الإسلامية الإيرانية في دولة قطر حيث تعكس أهمية التلاقح الثقافي والأدبي بين الحضارتين العربية والإيرانية اللتين شكلتا جناحي الحضارة الإسلامية.
ويأتي هذا الأصدار بحلة قشيبة ليكرس مبدأ حوار الحضارات وتعايش الثقافات الذي أطلقته الجمهورية الإسلامية وتبنته منظمة الامم المتحدة ليكون رمزاً للتواصل بين الشعوب لتحقيق السلام واستتباب الاستقرار لا في ربوع المنطقة فحسب بل في شتي أصقاع العالم.فاحتضنت الدوحة هذا الكتاب لتؤكد اولاً دورها في تحقيق التمازج والتفاعل الحضاري العربي ـ الإيراني ولتبرز ثانياً مكانة المرأة في الأدب الإنساني وريادتها في بناء المجتمع المثقف والمتدين والراقي.
لم يعد بوسع أي أدب ان ينعزل بين جدران اقليمية ضيقة ويدفن رأسه في رمال اللامبالاة وإلا صُنّف في عداد الاداب الميتة. والوشائج التي تربط بين الأدبين العربي والفارسي تعود الي العصر الجاهلي ووصلت قمة ألقها في القرن الرابع الهجري وها هي اليوم وربما من خلال هذه الإصدارات الفكرية تعيش إرهاصات ولادتها الجديدة.

## وصلات خارجية
- بروين اعتصامي على موقع الموسوعة البريطانية (الإنجليزية)

- موقع أذاعة الجمهورية الإسلامية في إيران.
- موقع ثريا